# Seio prostático
Em ambos os lados da crista da uretra há uma fossa ligeiramente deprimida, o seio prostático, cujo assoalho é perfurado por numerosas aberturas, os orifícios dos ductos prostáticos dos lóbulos laterais da próstata.